# Acalypha californica
Acalypha californica é uma espécie de planta com flor, um arbusto de crescimento perene do gênero Acalypha, pertencente à família Euphorbiaceae.

## Distribuição
A espécie é nativa dos estados da Califórnia e do Arizona, nos Estados Unidos.